# Rainer M. Schröder
Rainer Maria Schröder (* 3. Januar 1951 in Rostock) ist ein deutscher Autor von Abenteuerromanen für Jugendliche, Mysterythrillern und historischen Gesellschaftsromanen für Erwachsene, der auch unter diversen Pseudonymen wie zum Beispiel Ashley Carrington, Raymond M. Sheridan und Kate O’Hara publiziert.
Er erreichte bisher eine Gesamtauflage von über sechs Millionen Buchexemplaren. 1988 erhielt er für seinen historischen Australienroman Abby Lynn – Verbannt ans Ende der Welt den Friedrich-Gerstäcker-Preis. Sein Werk Unter dem Jacarandabaum wurde 1998 von der Bundeszentrale für politische Bildung zu den 100 lesenswerten Romanen der Weltliteratur des 20. Jahrhunderts gezählt. Ebenfalls 1998 erhielt er für den Roman Das Geheimnis der weißen Mönche den 3. Internationalen Eifel-Literaturpreis. Das Geheimnis des Kartenmachers wurde im Jahr 2003 sowohl mit dem Literaturpreis der Moerser Jugendbuchjury als auch als Buch des Monats von der Arbeitsgemeinschaft Jugendbuch Göttingen ausgezeichnet. Im Jahr 2005 wurde ihm der Jugendbuchpreis Buxtehuder Bulle für Die Lagune der Galeeren verliehen.
Die Werke von Schröder wurden in mehr als ein Dutzend Sprachen übersetzt, darunter Französisch, Portugiesisch, Spanisch, Italienisch, Polnisch, Türkisch, Tschechisch, Slowakisch, Lettisch, Holländisch, Japanisch und Russisch.

## Leben
Schröder wuchs in Ost-Berlin auf. Kurz vor dem Bau der Berliner Mauer floh seine Familie mit ihm in den Westen, wo sie zunächst ein Jahr im Lager lebten. Anschließend zogen sie nach Dortmund und Düsseldorf, wo er 1971 sein Abitur ablegte und anschließend eine Operngesangsausbildung machte, um Opernsänger zu werden. In einer Rockband namens Union Jack spielte Schröder Gitarre.
Auf Wunsch des Vaters, eines ehemaligen Chefarztes der Berliner Charité, strebte er zusätzlich eine akademische Laufbahn an. Zunächst absolvierte er eine zweijährige Offiziersausbildung bei der Luftwaffe und volontierte anschließend bei der Rheinischen Post, um 1974 ein Jurastudium an der Universität zu Köln aufzunehmen. Nebenbei studierte er Germanistik, Theater-, Film- und Fernsehwissenschaft und verfasste Texte und Artikel für Zeitungen und den WDR. 1976 kaufte der Franz Schneider Verlag sein erstes Jugendbuch, In die Falle gelaufen, woraufhin Schröder sein Studium nach dem siebten Semester abbrach.
Es folgten weitere Romane, die im Franz Schneider Verlag, bei Stalling und im Heyne Verlag veröffentlicht wurden. 1977 folgte sein Debüt als Theaterautor. Neun Monate arbeitete er als Lektor und anschließend als freier Schriftsteller. 1980 ließ er sich mit seiner Frau Helga in einer Farm im Süden von Virginia am Smith Mountain Lake nieder.
Rainer M. Schröder schrieb auch einige Musiksachbücher, darunter die 1980 vom Heyne Verlag herausgegebene Biographie der Scorpions, mit denen er befreundet war, die er auf Tourneen in Frankreich, England und Kalifornien begleitet und mit denen er Wochen im Tonstudio verbracht hatte.
Schröder reist und sammelt dabei Informationen für seine Abenteuerromane. Heute lebt er in Palm Coast (Florida) und im Bergischen Land.
Oft spielen seine Romane im Zeitraum von 1100 bis 1900 (beispielsweise Das Geheimnis des Kartenmachers, Das Vermächtnis des alten Pilgers oder Das Kloster der Ketzer). Eine Ausnahme bilden die Bücher in der Zeit des Zweiten Weltkrieges, wie Die lange Reise des Jakob Stern. Eine Besonderheit stellt der Zweiteiler Liberty 9 dar, da es sich um Science-Fiction-Romane handelt und Schröder so das erste Mal von seinem Genre abgewichen ist. Schröder ist auch der Autor der Kommissar Klicker Reihe, die als Jugendbuchserie und Hörspielserie erschien.

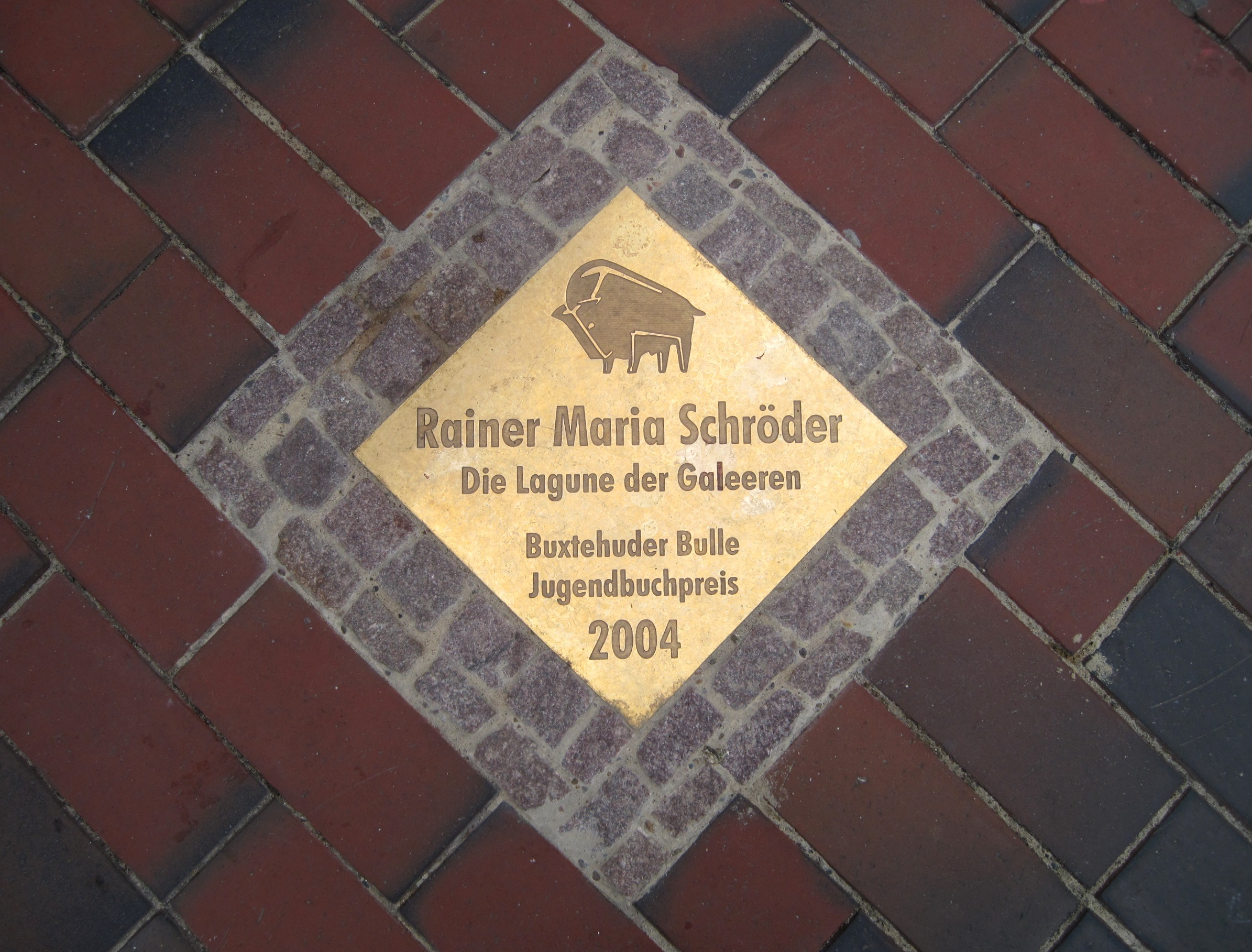
Buxtehuder Bulle: Messingplatte in der Buxtehuder Bahnhofstraße

## Auszeichnungen
- 1984 Silbernes Schneider-Buch vom Franz-Schneider Verlag
- 1988 Friedrich-Gerstäcker-Preis für Abby-Lynn – Verbannt ans Ende der Welt
- 1993 Goldenes Schneider-Buch vom Franz-Schneider Verlag
- 1998 3. internationaler Eifel-Literaturpreis für Das Geheimnis der weißen Mönche
- 1998 Buch des Monats-Preises für Mein Feuer brennt im Land der fallenden Wasser von der Deutschen Akademie für Kinder- und Jugendliteratur
- 1999 JuBu Buch des Monats für Felix Faber – übers Meer und durch die Wildnis
- 2003 Moerser Jugendbuchpreis für Das Geheimnis des Kartenmachers
- 2003 Buch des Monats-Preis für Das Geheimnis des Kartenmachers von der Arbeitsgemeinschaft Jugendbuch Göttingen
- 2004 Buxtehuder Bulle für Die Lagune der Galeeren
- 2016 Spandauer Jugendliteraturpreis für Himmel ohne Sterne

## Werke
| als Rainer M. Schröder | |  |  |
| Buchreihen - Kommissar Klicker (10 Bände) - Privatdetektiv Mike McCoy (3 Bände) - Unheimliche Gegner (Science-Fiction-Jugendreihe) - Unheimliche Gegner der vierten Art – Kampf im UFO – 1978 - Unheimliche Gegner der fünften Art – Das Andromeda-Rätsel – 1979 - Unheimliche Gegner der sechsten Art – Die Sternenfalle – 1979 - Pizzabande (zusammen mit anderen Autoren) - Pfeffer für Pistazien-Paule oder Die Extratour – 1986 - Der Köder mit den sanften Pfoten oder Der Verdacht – 1991 - Vampire kauen keine Knoblauchzehen oder Der Kapuzenmann – 1993 - Die geköpfte Göttin oder Raub um Mitternacht – 1994 - Abby Lynn-Saga - Verbannt ans Ende der Welt – 1987 - Verschollen in der Wildnis – 1993 - Verraten und verfolgt – 2001 - Verborgen im Niemandsland – 2004 - Verlorenes Paradies – 2014 - Die Falken-Saga - Im Zeichen des Falken – 1989 - Auf der Spur des Falken – 1990 - Im Banne des Falken – 1991 - Im Tal des Falken – 1992 - Felix Faber - Die wahrhaftigen Abenteuer des Felix Faber – 1997 - Felix Faber – Übers Meer und durch die Wildnis – 1998 - Die Bruderschaft vom Heiligen Gral - Der Fall von Akkon – 2006 - Das Amulett der Wüstenkrieger – 2006 - Das Labyrinth der Schwarzen Abtei – Juli 2007 - Die Medici-Chroniken - Hüter der Macht – Februar 2010 - Der Pate von Florenz – Juli 2010 - Das Erbe des Clans – August 2011 - Liberty 9 - Liberty 9 – Sicherheitszone – 2012 - Liberty 9 – Todeszone – 2013 - Pater Angelico-Trilogie - Die Farben von Florenz: Pater Angelicos erster Fall – 2012 - Der Todesengel von Florenz: Pater Angelicos neuer Fall – 2013 - Die Blutmesse von Florenz: Pater Angelicos neuer Fall – 2014 | Einzelwerke - Goldrausch in Kalifornien – 1979 - Sir Francis – Pirat der Sieben Meere – 1980 - Die Galgeninsel – 1980 - Dschingis Khan – König der Steppe – 1981 - Die letzte Fahrt des Captain Kidd – 1981 - Die Herrin von Hickory Hill – 1984 - Neuveröffentlichung: Hickory Hill – Das Vermächtnis der Alice Shadwell als Ashley Carrington – 1990 - Neuveröffentlichung: Das verschwundene Testament der Alice Shadwell als Rainer M. Schröder – 2001 - Das Goldriff – 1987 - Der letzte Flug der Hurricane – 1991 - Entdecker, Forscher, Abenteurer – 1992 - Die Irrfahrten des David Cooper – 1992 - Die wundersame Weltreise des Jonathan Blum – 1995 - Das Geheimnis der weißen Mönche – 1996 - Mein Feuer brennt im Land der Fallenden Wasser – 1998 - Unter Schatzsuchern, Goldgräbern und Alligatoren – 1999 - Das Vermächtnis des alten Pilgers – 1999 - Das geheime Wissen des Alchimisten – 2000 - Der Schatz der Santa Maravilla – 2000 - Das unsichtbare Siegel – 2001 - Das Geheimnis des Kartenmachers – 2002 - Die geteilten Brüggemans – 2002 - Neuveröffentlichung: Lieber auf der Tüte als im Eimer': Ein deutsch-deutscher Familienroman – 2015 - Die lange Reise des Jakob Stern – 2003 - Die Lagune der Galeeren – 2004 - Der geheime Auftrag des Jona von Judäa – 2005 - Das Kloster der Ketzer – 2005 - Insel der Gefahren – 2006 - Becky Brown – Versprich, nach mir zu suchen! – 2004 - Die Judaspapiere – Juni 2008 - Tage der Finsternis – Juli 2009 - Madison Mayfield – Die Augen des Bösen – November 2014 - Himmel ohne Sterne – Oktober 2015 - Wolf Moon River – 2016 - Lady Moonshine – 2017 |  |  |
| Pseudonym Ashley Carrington | |  |  |
| Buchreihen - Jessica-Reihe - Jessica oder Die Irrwege der Liebe – 1984 - Jessica oder Das Ziel aller Sehnsucht – 1987 - Jessica oder in der Ferne lockt das Glück – 1987 - Jessica oder was bleibt, ist die Hoffnung – 1988 - Jessica oder die Insel der verlorenen Liebe – 1989 - Jessica oder die Sehnsucht im Morgenrot – 1989 - Jessica oder unter dem Kreuz des Südens – 1990 - Jessica oder im Sturmwind der Leidenschaft – 1990 - Jessica oder Alles Glück hat seinen Preis – 1992 - Jessica oder Die Liebe endet nie – 1992 - Valerie-Reihe - Valerie, Erbin von Cotton Fields – 1987 - Valerie, Herrin auf Cotton Fields – 1987 - Valerie – Wolken über Cotton Fields – 1989 - Valerie – gefangen auf Cotton Fields – 1989 - Valerie – Flammen über Cotton Fields – 1990 - Valerie – Rückkehr nach Cotton Fields – 1991 - Éanna-Reihe (Ursprünglich veröffentlicht als Leonie Britt Harper, Neuveröffentlichung 2017 als Ashley Carrington. Die Titel der Neuveröffentlichungen stehen, falls abweichend, in Klammern hinter den Originaltiteln.) - Wildes Herz – 2007 - Stürmische See (Küste der Sehnsucht) – 2008 - Ein neues Anfang (Unbekanntes Land) – 2009 - Verheißenes Land (Traum vom Glück) – 2012 | Einzelbände - Fluß der Träume – 1990 - Belmont Park – 1991 - Die Herren der Küste – 1992 - Die Gefangene der Sonneninsel und andere Geschichten – 1992 - Küste der Verheißung – 1993 - Neuveröffentlichung: Jäger des weißen Goldes als Rainer M. Schröder – 2003 - Verlockendes Land – 1993 - Neuveröffentlichung: Rotes Kap der Abenteuer als Rainer M. Schröder – 2002 - Neuveröffentlichung: Tiefe Sehnsucht, weites Land als Rainer M. Schröder – 2012 - Blut und Diamanten – 1994 - Neuveröffentlichung: Im Rausch der Diamanten als Rainer M. Schröder – 2007 - Neuveröffentlichung: Für immer und eine Nacht als Ashley Carrington – 2015 - Flammende Steppe – 1994 - Neuveröffentlichung: Land des Feuers, Land der Sehnsucht als Rainer M. Schröder – 2005 - Jahreszeiten der Liebe – 1994 - Der Sohn des Muschelhändlers – 1995 - Die Rose von Kimberley – 1996 - Unter dem Jacarandabaum – 1997 |  |  |
| | |  |  |
| Pseudonym Raymond M. Sheridan - Edgar Wallace jagt das Phantom-Reihe - Edgar Wallace jagt das Phantom-Die 3 vom Dock Hurricane (Band 1) – 1983 - Edgar Wallace jagt das Phantom-Die 3 und der Mann mit der Mundharmonika (Band 2) – 1983 - Edgar Wallace jagt das Phantom-Die 3 und der schneeweiße Jaguar (Band 3) – 1984 - Edgar Wallace jagt das Phantom-Die 3 und der schwarze Handschuh (Band 4) – 1984 - Edgar Wallace jagt das Phantom-Die 3 und der goldene Affe (Band 5) – 1985 | Pseudonym Kate O’Hara - Die Caldwell-Saga - Stadt der Träume – November 2019 - Tal der Illusionen – Januar 2020 - Straße des Ruhms – Juni 2021 - Für ewig und eine Nacht – August 2023 |  |  |

## Hörbücher
- Abby Lynn. Verbannt ans Ende der Welt. Der Hörverlag, ISBN 978-3-89940-232-2.
- Abby Lynn. Verraten und verfolgt. Der Hörverlag, ISBN 978-3-89940-536-1.
- Abby Lynn. Verschollen in der Wildnis. Der Hörverlag, ISBN 978-3-89940-326-8.
- Das Geheimnis der weißen Mönche. Der Hörverlag, ISBN 978-3-89940-095-3.
- Das Geheimnis des Kartenmachers. Der Hörverlag, ISBN 978-3-89940-412-8.
- Das Vermächtnis des alten Pilgers. Der Hörverlag, ISBN 978-3-89940-020-5.
- Die Bruderschaft vom Heiligen Gral. Das Amulett der Wüstenkrieger. Goya libre, Hamburg 2007, ISBN 978-3-8337-1778-9.
- Die Bruderschaft vom Heiligen Gral. Das Labyrinth der schwarzen Abtei. Goya libre, Hamburg 2008, ISBN 978-3-8337-2125-0.
- Die Bruderschaft vom Heiligen Gral. Der Fall von Akkon. Goya libre, Hamburg 2006, ISBN 978-3-8337-1685-0.
- Die Judaspapiere. Der Hörverlag, ISBN 978-3-86717-361-2.
- Die Lagune der Galeeren. Goya libre, Hamburg 2007, ISBN 978-3-8337-2002-4.
- Tage der Finsternis. Goya libre, Hamburg 2009, ISBN 978-3-8337-2479-4.
- Die Medici-Chroniken 1. Hüter der Macht. Goya libre, Hamburg 2010, ISBN 978-3-8337-2592-0.
- Die Medici-Chroniken 2. Der Pate von Florenz. Goya libre, Hamburg 2010, ISBN 978-3-8337-2610-1.
- Die Medici-Chroniken 3. Das Erbe des Clans. Goya libre, Hamburg 2011, ISBN 978-3-8337-2611-8.
- Éanna – Wildes Herz. SAGA Egmont, 2022, ISBN 978-87-28-22396-3.
- Éanna – Küste der Sehnsucht. SAGA Egmont, 2022, ISBN 978-87-28-22395-6.
- Wolf Moon River. SAGA Egmont, 2022, ISBN 978-87-28-22395-6.